# Sacha Mngomezulu

a Compétitions nationales et continentales officielles uniquement.

b Matchs officiels uniquement.
Dernière mise à jour le 16 août 2025.
Sacha Mngomezulu, né le 22 février 2002 au Cap (Afrique du Sud), est un joueur international sud-africain de rugby à XV qui évolue pour la Western Province et les Stormers. Ses postes de jeu sont centre et demi d'ouverture.

## Biographie
Sacha Mngomezulu est sélectionné par la Western Province en 2021 pour jouer la Currie Cup,.
En juin 2022, il est retenu avec l'équipe d'Afrique du Sud des moins de 20 ans pour les Six Nations Summer Series et est nommé capitaine de la sélection. Son équipe remporte la compétition en battant le pays de Galles 47 à 27 en finale, il est titulaire durant cette rencontre mais se blesse en première période et est forcé de sortir du terrain.
Éligible pour l'équipe d'Angleterre par son père, Nick Feinberg,, il choisit finalement de jouer pour l'Afrique du Sud et en octobre 2022 il est appelé par le sélectionneur des Springboks pour la tournée de novembre en Europe.

## Palmarès

### En équipe nationale
- Vainqueur des Six Nations Summer Series en 2022 avec l'équipe d'Afrique du Sud des moins de 20 ans.
- Vainqueur du Rugby Championship en 2024 avec l'équipe d'Afrique du Sud.

### Distinctions personnelles
- Membre de l'équipe type du United Rugby Championship en 2025.